# Sadır Japarov
Sadır Nurğoco uulu Caparov (in kirghiso Садыр Нургожо уулу Жапаров? [sɑˈdɯr nʊrʁɔˈd͡ʑɔ uːˈɫʊ d͡ʑɑˈpʰɑrəf]; Keng-Suu, 6 dicembre 1968) è un politico kirghiso, dal 10 gennaio 2021 presidente del Kirghizistan dopo essere stato Primo ministro ad interim dal 6 ottobre 2020 e presidente ad interim dal 20 ottobre 2020 sino al 14 novembre 2020 in seguito alle dimissioni di Sooronbay Jeenbekov tra le proteste elettorali.
Japarov è stato descritto come un nazionalista, un populista, un autocrate e un autoritario. È stato paragonato a politici come İlham Əliyev e Donald Trump. Ha reintrodotto un sistema presidenziale attraverso referendum costituzionali e governativi che hanno aumentato i suoi poteri esecutivi e ridotto l'influenza del parlamento, oltre a creare il Parlamento popolare Kurultai. Diversi politici e attivisti dell'opposizione sono stati arrestati e sono state introdotte nuove leggi volte a reprimere i media indipendenti.

## Biografia
Japarov è nato a Keng-Suu, un villaggio nel distretto di Tüp nella regione di Ysyk-Köl. Dopo aver terminato la scuola media nel 1986, è entrato a far parte dell'Accademia nazionale kirghisa di cultura fisica e sport. Nel 1987 Japarov fu arruolato nell'esercito sovietico dove prestò servizio per due anni a Novosibirsk come comandante in una divisione di telecomunicazioni. Dal 1989 al 1991, Japarov ha continuato la sua formazione nell'accademia. Nel 2006 Japarov si è laureato in giurisprudenza presso l'Università slava kirghisa-russa.

### In politica
Japarov ha iniziato la carriera politica dopo la rivoluzione dei tulipani del 2005. Nel marzo 2005 è stato eletto membro del Consiglio Supremo dal distretto elettorale di Tüp, dove ha guidato la fazione parlamentare Keleçek. Fu un sostenitore del Presidente Kurmanbek Bakiev. Nel 2006, Japarov è stato membro della State Awards Commission. Nel 2007 è stato vice presidente della Commissione di Amnesty.
Alle elezioni parlamentari del 2007 ha partecipato alle liste del partito pro-presidenziale Ak Jol che ha ottenuto la maggioranza dei seggi in parlamento, ma ha continuato a lavorare come consigliere del presidente. Dal 2008 al 2010, Japarov ha lavorato come rappresentante autorizzato dell'Agenzia nazionale per la prevenzione della corruzione.
Nel 2010, il presidente Bakiev è stato rovesciato nella rivoluzione kirghiza del 2010. Come risultato degli scontri interetnici che si sono verificati presto a Oš e Jalal-Abad, Japarov e i suoi amici hanno preso parte attiva cercando, secondo le loro stesse dichiarazioni, di prevenire gli scontri. Tuttavia furono accusati dagli oppositori di sostenere i nazionalisti kirghisi.
Alle elezioni dell'ottobre 2010, è stato rieletto membro del Consiglio Supremo nella lista del partito di Ata-Žurt guidata da Kamçıbek Taşiev, che ha ottenuto la maggioranza dei seggi. Da lì è diventato presidente della commissione per le questioni giudiziarie e giuridiche.
Dal 2012, Japarov sostiene la nazionalizzazione della miniera d'oro di Kumtor situata nella sua nativa regione di Issyk-Kul e accusa la società di gestione, Centerra Gold, canadese, di violazioni ambientali e corruzione. In questo ruolo, è aumentata la popolarità tra i suoi connazionali.
Durante uno dei comizi per la nazionalizzazione di Kumtor nell'autunno del 2012, i manifestanti hanno tentato di prendere il controllo della Casa Bianca a Biškek. Taşiev e Japarov furono entrambi accusati ai sensi dell'articolo 295 del codice penale della Repubblica kirghisa di "sequestro forzata del potere o mantenimento forzata del potere". Nel marzo 2013, il tribunale distrettuale Pervomaisky di Biškek li ha giudicati colpevoli e li ha condannati a un anno e sei mesi di carcere. Ma nel giugno 2013, il tribunale della città di Biškek ha assolto i politici e li ha rilasciati in aula.

### In esilio a Cipro
Il 27 giugno 2013, durante le proteste contro Kumtor a Karakol, i manifestanti hanno cercato di rapire il responsabile della regione Emilbek Kaptagaev e prenderlo in ostaggio. Le autorità kirghise accusarono Japarov e Kubanıçbek Kadırov di avere organizzato il piano. I leader della protesta sono stati arrestati, ma Japarov, che ha negato il suo coinvolgimento, è fuggito dal Kirghizistan rifugiandosi per qualche tempo a Cipro.

### L'arresto e la condanna
Nel 2017 Japarov ha tentato di tornare in Kirghizistan. Il 25 marzo 2017 è stato arrestato al confine tra Kirghizistan e Kazakistan. Tentando di rapire Emilbek Kaptagaev, fu condannato a 11 anni e 6 mesi di carcere. Mentre era in prigione, Japarov fondò il partito politico Mekençil con Kamçıbek Taşiev. Tra il 2018 e il 2019, il partito e i suoi sostenitori sono cresciuti e hanno organizzato proteste contro l'incarcerazione di Japarov.

### Presidenza ad interim
Il 5 ottobre 2020 sono iniziate proteste e manifestazioni contro i risultati delle elezioni parlamentari in tutto il Kirghizistan.
Dopo il rilascio di Japarov da un edificio governativo sequestrato il 6 ottobre, è stato portato in piazza Ala-Too a Bishkek dove ha cercato la nomina a primo ministro. I membri del parlamento che soggiornavano al Dostuk Hotel approvarono la sua nomina quella notte, contro la nomina effettuata dall'opposizione, Tilek Toktogaziev, che si dichiarò invece il legittimo capo del governo. Toktogaziev affermò che l'elezione di Japarov era illegale, sostenendo che i membri erano sotto pressione da parte dei sostenitori di Japarov radunati vicino all'hotel. Gli oppositori di Japarov hanno anche evidenziato l'assenza di un quorum (soglia minima di presenza) e una violazione della procedura parlamentare.
Il 13 ottobre, l'allora presidente Sooronbay Jeenbekov ha respinto la nomina di Japarov a primo ministro a causa del voto per delega. Jeenbekov chiese al parlamento di riunirsi nuovamente e votare di nuovo per la nomina; questo accadde il giorno seguente, con Japarov che vinse di nuovo la nomina parlamentare. Japarov fu approvato con successo come primo ministro da Jeenbekov, tuttavia inizialmente non riuscì a convincere il presidente a dimettersi fino a quando non si sarebbero tenute nuove elezioni generali.
Il 15 ottobre, Jeenbekov si dimise dalla presidenza, portando Japarov a dichiararsi presidente ad interim. Nonostante la Costituzione del Kirghizistan affermasse che il presidente del Consiglio Supremo avrebbe dovuto succedere al ruolo, Kanatbek Isaev rifiutò di assumere l'incarico, con il risultato che Japarov divenne il presidente ad interim. È stato confermato presidente del Kirghizistan dal parlamento il 16 ottobre 2020.

### Supporto del gruppo PMC Wagner
Durante le elezioni presidenziali del 2020, Sadyr Japarov, secondo un'indagine di Kloop (partner kirghiso dell'OCCRP), è stato supportato da strateghi politici russi associati a Yevgeny Prigozhin, fondatore della compagnia militare privata Wagner. Tra questi c'erano Alexander Malkevich, Alexander Seravin e Pyotr Bychkov, tutti e tre sottoposti a sanzioni statunitensi.
Nelle fotografie pubblicate da Kloop, gli strateghi politici sono ritratti con Sadyr Japarov e il capo della Commissione elettorale centrale del Kirghizistan, Nurzhan Shaildabekova. Bychkov e Malkevich sono i fondatori della National Values Protection Foundation, associata ai progetti di Prigozhin in Africa, Siria e altri paesi. Seravin, in precedenza vicegovernatore della regione di Pskov, ha lavorato alla rielezione di Vladimir Putin e alla ridefinizione dei suoi mandati presidenziali. Secondo numerose indagini, questi individui hanno anche partecipato a campagne per interferire negli affari interni di altri paesi, tra cui le elezioni negli Stati Uniti, e in Kirghizistan, Malkevich ha chiesto apertamente la repressione della società civile in Kirghizistan.
Dopo la pubblicazione dell'inchiesta, le autorità kirghise hanno bloccato il sito web di Kloop nel paese e la giornalista Leyla Saralaeva, che aveva pubblicato il materiale, è stata costretta a lasciare il Kirghizistan a causa di minacce e pressioni. Nel 2024, è stata notata in Kirghizistan la nascita di una compagnia militare privata, la Legione Nera.

## Presidente del Kirghizistan (2021-)
I primi cinque ordini esecutivi di Japarov riguardavano lo sviluppo spirituale, una nuova politica del personale, la protezione degli affari, la migrazione e l'estrazione mineraria. L'11 febbraio Japarov ha firmato un decreto sulla celebrazione del 120º anniversario della nascita della figura politica Zhusup Abdrakhmanov.

### Miniera d'oro di Kumtor
Dal 2012 Japarov ha sostenuto la nazionalizzazione della miniera d'oro di Kumtor, situata nella sua regione nativa di Issyk-Kul, e ha accusato la società di gestione, Centerra Gold, di violazioni ambientali e corruzione. La sua posizione gli ha fatto guadagnare popolarità tra i suoi connazionali della regione. Il 14 maggio 2021 ha firmato un disegno di legge che consente il controllo temporaneo del governo sulla miniera, otto giorni dopo l'approvazione del parlamento. In risposta, Centerra Gold ha avviato un arbitrato contro il Kirghizistan sulla miniera, raggiungendo un accordo nell'aprile 2022.
Dopo che l'attività fu nazionalizzata e sottratta alla società canadese che la sviluppava da quasi 30 anni, l'impresa di estrazione dell'oro di Kumtor divenne non redditizia. A giudicare dai rapporti trimestrali e annuali pubblicati sul sito web della società, Kumtor è diventata non redditizia nel primo trimestre del 2023.

### Politica estera

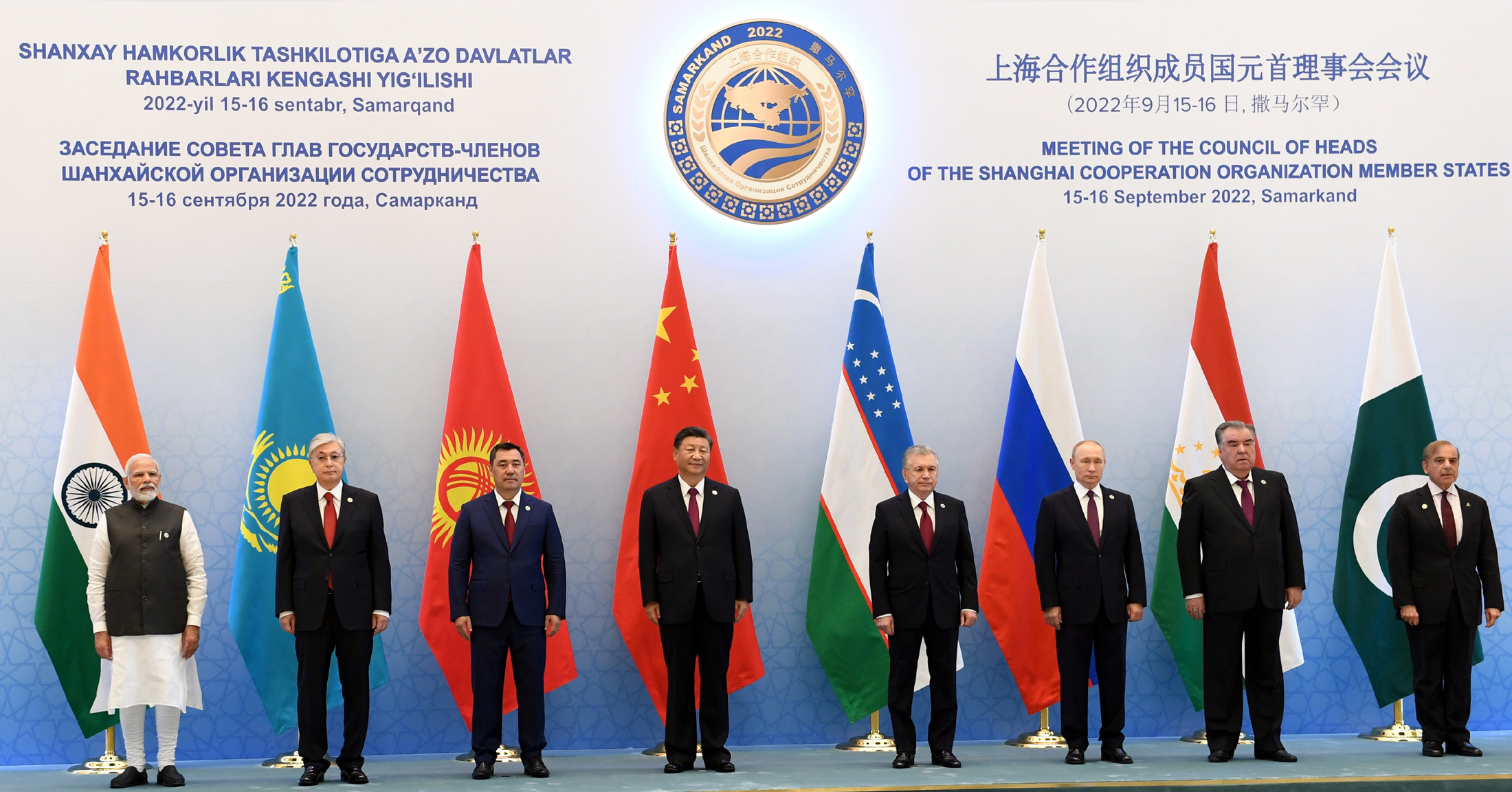
Japarov con il Presidente cinese Xi Jinping, il Primo ministro indiano Narendra Modi e altri leader dell'Organizzazione per la Cooperazione di Shanghai al summit del 16 settembre 2022

Japarov ha sottolineato che la sua amministrazione avrà una politica estera “su più fronti”, con Russia, Kazakistan e Uzbekistan che saranno i principali partner. Japarov ha suggerito al Kirghizistan di ripagare il debito con la Cina con concessioni minerarie.
Dal 2 al 3 marzo 2021, Japarov ha visitato Nur-Sultan, dove ha tenuto consultazioni con il presidente del Kazakistan Qasym-Jomart Toqaev e l'ex presidente Nursultan Nazarbaev. Japarov si è assicurato un protocollo volto a garantire la sicurezza energetica del Kirghizistan impedendo al bacino idrico di Toktogul di rimanere senza acqua a un livello critico. Durante la visita, Japarov ha affermato che "non ci sono contraddizioni politiche tra i nostri paesi" e che "abbiamo molti interessi comuni". Ha visitato Tashkent una settimana dopo, dove lui e il presidente uzbeko Shavkat Mirziyoyev hanno deciso di risolvere tutte le questioni relative al confine in tre mesi.
Nel giugno 2021, Sadyr Japarov e il suo omologo turkmeno Gurbanguly Berdimuhamedow si sono incontrati per discutere la possibilità che il Turkmenistan fornisca al Kirghizistan gas naturale ed elettricità in autunno e inverno. All'epoca, le autorità del Kirghizistan avevano in programma di convertire a gas la centrale elettrica a carbone di Biškek. Il 17 giugno Ulukbek Maripov, capo del governo kirghiso, ha dichiarato che il gas è troppo costoso.

## Vita privata
Japarov è sposato con Aigul Japarova (nata Asanbaeva), di cinque anni più giovane di lui e nata nel villaggio vicino a quello di Japarov nel distretto di Tüp. Durante la sua presidenza ad interim, la donna si è offerta volontaria nella lotta contro il coronavirus. La coppia ha avuto quattro figli: il figlio maggiore, Dastan, è morto il 26 agosto 2019 in un incidente.
Il padre e la madre di Japarov sono scomparsi rispettivamente nel settembre 2017 e nel marzo 2019, mentre lui era in carcere. In entrambi i casi, Japarov non fu autorizzato dal Servizio Penitenziario di Stato a partecipare al funerale dei suoi genitori. È noto che uno dei suoi fratelli possiede una delle miniere di carbone nel nord del paese.